# Senna bacillaris
Senna bacillaris là một loài thực vật có hoa trong họ Đậu. Loài này được (L.f.) H.S.Irwin & Barneby miêu tả khoa học đầu tiên.